# Pogorzela
Pogorzela é um município da Polônia, na voivodia da Grande Polônia e no condado de Gostyń. Estende-se por uma área de 4,4 km², com 2 098 habitantes, segundo os censos de 2017, com uma densidade de 481,1 hab/km².